# Mistrzostwa Czech w piłce nożnej mężczyzn
Mistrzostwa Czech w piłce nożnej (czes. Mistrovství Česka ve fotbale) – rozgrywki piłkarskie, prowadzone cyklicznie – corocznie lub co sezonowo (na przełomie dwóch lat kalendarzowych) – mające na celu wyłonienie najlepszej męskiej drużyny w Czechach.

## Historia
Mistrzostwa Czech w piłce nożnej oficjalne rozgrywane są od 1993 roku. Obecnie rozgrywki odbywają się w wielopoziomowych ligach: 1. liga, 2. liga, 3. liga oraz niższych klasach regionalnych.
W 1892 w Pradze powstał pierwszy czeski klub piłkarski SK Slavia Praha oraz niemiecki Deutscher FC Prag, potem następne. W latach 1896–1902 były organizowane Mistrzostwa Czech i Moraw, a od 1903 roku Mistrzostwa Czeskiego Związku Futbolowego (ČSF). Były to rozgrywki regionalne, ponieważ Czechy były pod panowaniem Austro-Węgier. Po rozpadzie Austro-Węgier, Czechy razem ze Słowacją 28 października 1918 ogłosiła powstanie Czechosłowacji. Po założeniu czechosłowackiej federacji piłkarskiej – ČSSF (czes. Československý svaz footballový) w 1921 roku (od 1901 funkcjonował czeski ČSF – Český svaz footballový), rozpoczął się proces zorganizowania pierwszych ligowych Mistrzostw Czechosłowacji w sezonie 1925. W latach 1918–1924 nadal były prowadzone Mistrzostwa Czeskiego Związku Futbolowego (ČSF). Od 1925 organizowane mistrzostwa Czechosłowacji, jednak aż do 1933 żaden zespół słowacki nie uczestniczył w mistrzostwach Czechosłowacji. W tym też okresie zespoły słowackie grały we własnej nieoficjalnej lidze. W 1934 po reorganizacji piłkarskich mistrzostw w Asociacni Liga i założeniu krajowej Statni Liga słowackie zespoły wróciły do rozgrywek o mistrzostwo Czechosłowacji.
30 września 1938 roku na mocy układu monachijskiego Niemcy zaanektowały Kraj Sudetów. 16 marca 1939 roku na ziemiach czeskich znajdujących się pod okupacją Trzeciej Rzeszy utworzono Protektorat Czech i Moraw pod przywództwem Emila Háchy. W tym też czasie kluby czeskie organizowały mistrzostwa Czech i Moraw. Mistrzostwa Słowacji zostały zdominowane przez SK Slavia Praga, który w ciągu 6 lat zdobył 4 razy tytuł mistrza i 2 razy wicemistrza.
Wiosną 1945 Czechy wraz z ofensywą wojsk sowieckich wróciły w skład Czechosłowacji, a kluby czeskie po wyzwoleniu kraju od niemieckich wojsk ponownie uczestniczyły w rozgrywkach o mistrzostwo Czechosłowacji w najwyższej lidze, zwanej Státní liga. Były tylko dwie zmiany formatu ligi – w 1948 roku na system wiosna-jesień, a w 1957 roku liga z powrotem wróciła do systemu jesienno-wiosennego, który jest używany w większości krajów europejskich.
1 stycznia 1993 nastąpił pokojowy podział Czechosłowacji na dwa suwerenne państwa.
Rozgrywki zawodowej 1. ligi zainaugurowano w sezonie 1993/94.

## Mistrzowie i pozostali medaliści
Rozgrywki nieoficjalne
| Sezon                                                       | K | K | T | Mistrz             | Wicemistrz      | III miejsce       | Br. | Król strzelców | Uwagi                    |
| Mistrzostwo Czech i Moraw (czes. Mistrovství Čech a Moravy) |   |   |   |                    |                 |                   |     |                |                          |
| 1896 (wiosna)                                               |   |   | 1 | ČFK Kickers Praga  | Slavia Praga    | Sparta Praga      |     |                | 4 kluby                  |
| 1896 (jesień)                                               |   |   | 1 | Deutscher FC Praga | Sparta Praga    | AC Praga          |     |                | 4 kluby                  |
| 1897 (wiosna)                                               |   |   | 1 | Slavia Praga       | Slavia Praga B  | Český Sculling CA |     |                | 4 kluby                  |
| 1897 (jesień)                                               |   |   | 2 | Slavia Praga       | Sparta Praga    | Český Sculling CA |     |                | 4 kluby                  |
| 1898                                                        |   |   | 3 | Slavia Praga       | AC Praga        | -                 |     |                | 2 kluby                  |
| 1899                                                        |   |   | 4 | Slavia Praga       | Slavia Praga B  | -                 |     |                | 2 kluby                  |
| 1900                                                        |   |   | 5 | Slavia Praga       | Slavia Praga B  | -                 |     |                | 2 kluby                  |
| 1901                                                        |   |   | 6 | Slavia Praga       | Vinohrady Praga | SK Slavia Praga B |     |                | 4 kluby, nie dokończono  |
| 1902                                                        |   |   | 1 | Vinohrady Praga A  | AFK Karlín      | Vinohrady Praga B |     |                | 2 grupy po 11 i 8 klubów |

| Sezon                                                                                   | K | K | T | Mistrz             | Wicemistrz           | III miejsce  | Br. | Król strzelców | Uwagi                            |
| Mistrzostwo Czeskiego Związku Futbolowego (czes. Mistrovství Českého svazu fotbalového) |   |   |   |                    |                      |              |     |                |                                  |
| 1903–1908                                                                               |   |   |   |                    |                      |              |     |                | nie rozgrywano                   |
| 1909                                                                                    |   |   | 1 | Sparta Praga       | Smíchov Praga        | –            |     |                | 9 klubów w 3 grupach, finał      |
| 1910–1911                                                                               |   |   |   |                    |                      |              |     |                | nie rozgrywano                   |
| 1912                                                                                    |   |   | 2 | Sparta Praga       | AFK Kolín            | –            |     |                | 16 klubów w 3 grupach, sys.puch. |
| 1913                                                                                    |   |   | 7 | Slavia Praga       | Moravská Slavia Brno | –            |     |                | 11 klubów w 3 grupach, finał     |
| 1914                                                                                    |   |   |   |                    |                      |              |     |                | nie rozgrywano                   |
| 1915                                                                                    |   |   | 8 | Slavia Praga       | Smíchov Praga        | –            |     |                | 9 klubów w 3 grupach, finał      |
| 1916                                                                                    |   |   |   |                    |                      |              |     |                | nie rozgrywano                   |
| 1917                                                                                    |   |   | 2 | Deutscher FC Praga | Viktoria Žižkov      | Sparta Praga |     |                | 4 kluby                          |

| 1925–1938 | Mistrzostwa Czechosłowacji |

| Sezon        | K | K | T  | Mistrz       | Wicemistrz   | III miejsce  | Br. | Król strzelców             | Uwagi     |
| Státní liga  |   |   |    |              |              |              |     |                            |           |
| 1938/39      |   |   | 6  | Sparta Praga | Slavia Praga | SK Pardubice | 29  | Josef Bican (Slavia Praga) | 11 klubów |
| Národní liga |   |   |    |              |              |              |     |                            |           |
| 1939/40      |   |   | 9  | Slavia Praga | Sparta Praga | SK Pardubice | 50  | Josef Bican (Slavia Praga) | 12 klubów |
| 1940/41      |   |   | 10 | Slavia Praga | SK Pilzno    | SK Pardubice | 36  | Josef Bican (Slavia Praga) | 12 klubów |
| 1941/42      |   |   | 11 | Slavia Praga | SK Prostějov | SK Pilzno    | 42  | Josef Bican (Slavia Praga) | 12 klubów |
| 1942/43      |   |   | 12 | Slavia Praga | Sparta Praga | SK Baťa Zlín | 38  | Josef Bican (Slavia Praga) | 12 klubów |
| 1943/44      |   |   | 7  | Sparta Praga | Slavia Praga | SK Baťa Zlín | 57  | Josef Bican (Slavia Praga) | 14 klubów |

| 1945–1993 | Mistrzostwa Czechosłowacji |

Rozgrywki oficjalne
| Sezon   | K | K | T  | Mistrz          | Wicemistrz        | III miejsce           | Br. | Król strzelców                                         | Uwagi             |
| 1993/94 |   |   | 1  | Sparta Praga    | Slavia Praga      | Baník Ostrawa         | 20  | Horst Siegl (Sparta Praga)                             | 16 klubów         |
| 1994/95 |   |   | 2  | Sparta Praga    | Slavia Praga      | Boby Brno             | 15  | Radek Drulák (FK Drnovice)                             | 16 klubów         |
| 1995/96 |   |   | 1  | Slavia Praga    | Sigma Ołomuniec   | FK Jablonec           | 22  | Radek Drulák (FK Drnovice)                             | 16 klubów         |
| 1996/97 |   |   | 3  | Sparta Praga    | Slavia Praga      | FK Jablonec           | 19  | Horst Siegl (Sparta Praga)                             | 16 klubów         |
| 1997/98 |   |   | 4  | Sparta Praga    | Slavia Praga      | Sigma Ołomuniec       | 13  | Horst Siegl (Sparta Praga)                             | 16 klubów         |
| 1998/99 |   |   | 5  | Sparta Praga    | FK Teplice        | Slavia Praga          | 18  | Horst Siegl (Sparta Praga)                             | 16 klubów         |
| 1999/00 |   |   | 6  | Sparta Praga    | Slavia Praga      | FK Drnovice           | 21  | Vratislav Lokvenc (Sparta Praga)                       | 16 klubów         |
| 2000/01 |   |   | 7  | Sparta Praga    | Slavia Praga      | Sigma Ołomuniec       | 15  | Vítězslav Tuma (FK Drnovice)                           | 16 klubów         |
| 2001/02 |   |   | 1  | Slovan Liberec  | Sparta Praga      | Viktoria Žižkov Praga | 15  | Jiří Štajner (Slovan Liberec)                          | 16 klubów         |
| 2002/03 |   |   | 8  | Sparta Praga    | Slavia Praga      | Viktoria Žižkov Praga | 16  | Jiří Kowalík (1. FC Slovácko)                          | 16 klubów         |
| 2003/04 |   |   | 1  | Baník Ostrawa   | Sparta Praga      | Sigma Ołomuniec       | 19  | Marek Heinz (Baník Ostrawa)                            | 16 klubów         |
| 2004/05 |   |   | 9  | Sparta Praga    | Slavia Praga      | FK Teplice            | 14  | Tomáš Jun (Sparta Praga)                               | 16 klubów         |
| 2005/06 |   |   | 2  | Slovan Liberec  | FK Mladá Boleslav | Slavia Praga          | 11  | Milan Ivana (1. FC Slovácko)                           | 16 klubów         |
| 2006/07 |   |   | 10 | Sparta Praga    | Slavia Praga      | FK Mladá Boleslav     | 16  | Luboš Pecka (FK Mladá Boleslav)                        | 16 klubów         |
| 2007/08 |   |   | 2  | Slavia Praga    | Sparta Praga      | Baník Ostrawa         | 15  | Václav Svěrkoš (Baník Ostrawa)                         | 16 klubów         |
| 2008/09 |   |   | 3  | Slavia Praga    | Sparta Praga      | Slovan Liberec        | 15  | Andrej Kerić (Slovan Liberec)                          | 16 klubów         |
| 2009/10 |   |   | 11 | Sparta Praga    | FK Jablonec       | Baník Ostrawa         | 12  | Michal Ordoš (Sigma Ołomuniec)                         | 16 klubów         |
| 2010/11 |   |   | 1  | Viktoria Pilzno | Sparta Praga      | FK Jablonec           | 19  | David Lafata (FK Jablonec)                             | 16 klubów         |
| 2011/12 |   |   | 3  | Slovan Liberec  | Sparta Praga      | Viktoria Pilzno       | 25  | David Lafata (FK Jablonec)                             | 16 klubów         |
| 2012/13 |   |   | 2  | Viktoria Pilzno | Sparta Praga      | Slovan Liberec        | 20  | David Lafata (FK Jablonec)                             | 16 klubów         |
| 2013/14 |   |   | 12 | Sparta Praga    | Viktoria Pilzno   | FK Mladá Boleslav     | 18  | Josef Hušbauer (Sparta Praga)                          | 16 klubów         |
| 2014/15 |   |   | 3  | Viktoria Pilzno | Sparta Praga      | FK Jablonec           | 20  | David Lafata (Sparta Praga)                            | 16 klubów         |
| 2015/16 |   |   | 4  | Viktoria Pilzno | Sparta Praga      | Slovan Liberec        | 20  | David Lafata (Sparta Praga)                            | 16 klubów         |
| 2016/17 |   |   | 4  | Slavia Praga    | Viktoria Pilzno   | Sparta Praga          | 15  | David Lafata (Sparta Praga) Milan Škoda (Slavia Praga) | 16 klubów         |
| 2017/18 |   |   | 5  | Viktoria Pilzno | Slavia Praga      | FK Jablonec           | 16  | Michael Krmenčík (Viktoria Pilzno)                     | 16 klubów         |
| 2018/19 |   |   | 5  | Slavia Praga    | Viktoria Pilzno   | Sparta Praga          | 28  | Nikołaj Komliczenko (FK Mladá Boleslav)                | 16 klubów         |
| 2019/20 |   |   | 6  | Slavia Praga    | Viktoria Pilzno   | Sparta Praga          | 14  | Libor Kozák (Sparta Praga) Petar Musa (Slavia Praga)   | 16 klubów         |
| 2020/21 |   |   | 7  | Slavia Praga    | Sparta Praga      | FK Jablonec           | 15  | Adam Hložek (Sparta Praga) Jan Kuchta (Slavia Praga)   | 18 klubów         |
| 2021/22 |   |   | 6  | Viktoria Pilzno | Slavia Praga      | Sparta Praga          | 19  | Jean-David Beauguel (Viktoria Pilzno)                  | 16 klubów         |
| 2022/23 |   |   | 13 | Sparta Praga    | Slavia Praga      | Viktoria Pilzno       | 20  | Václav Jurečka (Slavia Praga)                          | 16 klubów         |
| 2023/24 |   |   | 14 | Sparta Praga    | Slavia Praga      | Viktoria Pilzno       | 19  | Václav Jurečka (Slavia Praga)                          | 16 klubów, 2 fazy |
| 2024/25 |   |   | 8  | Slavia Praga    | Viktoria Pilzno   | Baník Ostrawa         | 18  | Jan Kliment (Sigma Ołomuniec)                          | 16 klubów, 2 fazy |

## Statystyka

### Klasyfikacja według klubów
W dotychczasowej historii Mistrzostw Czech na podium oficjalnie stawało w sumie 12 drużyn. Liderem klasyfikacji jest AC Sparta Praga, która zdobyła 13 tytułów mistrzowskich.
Stan po sezonie 2024/2025.
| Lp. | Klub                  | Miejsca na podium | Miejsca na podium | Miejsca na podium | Zwycięskie sezony                                                      |    |   | |
| --- | --------------------- | ----------------- | ----------------- | ----------------- | ---------------------------------------------------------------------- | -- | - | --- |
| Lp. | Klub                  | 1.                | Sparta Praga      | 14                | Zwycięskie sezony                                                      | 10 | 4 | 1993/94, 1994/95, 1996/97, 1997/98, 1998/99, 1999/00, 2000/01, 2002/03, 2004/05, 2006/07, 2009/10, 2013/14, 2022/23, 2023/24 |
| 2.  | Slavia Praga          | 8                 | 13                | 2                 | 1995/96, 2007/08, 2008/09, 2016/17, 2018/19, 2019/20, 2020/21, 2024/25 |    |   | |
| 3.  | Viktoria Pilzno       | 6                 | 5                 | 3                 | 2010/11, 2012/13, 2014/15, 2015/16, 2017/18, 2021/22                   |    |   | |
| 4.  | Slovan Liberec        | 3                 | 0                 | 3                 | 2001/02, 2005/06, 2011/12                                              |    |   | |
| 5.  | Baník Ostrawa         | 1                 | 0                 | 4                 | 2003/04                                                                |    |   | |
| 6.  | FK Jablonec nad Nysą  | 0                 | 1                 | 6                 |                                                                        |    |   | |
| 7.  | Sigma Ołomuniec       | 0                 | 1                 | 3                 |                                                                        |    |   | |
| 8.  | FK Mladá Boleslav     | 0                 | 1                 | 2                 |                                                                        |    |   | |
| 9.  | FK Teplice            | 0                 | 1                 | 1                 |                                                                        |    |   | |
| 10. | Viktoria Žižkov Praga | 0                 | 0                 | 2                 |                                                                        |    |   | |
| 11. | 1. FK Drnovice        | 0                 | 0                 | 1                 |                                                                        |    |   | |
| 11. | Boby Brno             | 0                 | 0                 | 1                 |                                                                        |    |   | |

### Klasyfikacja według miast
Siedziby klubów: Stan po sezonie 2024/2025.
| Miasto  | Liczba tytułów | Kluby                               |
| ------- | -------------- | ----------------------------------- |
| Praga   | 22             | Sparta Praga (14), Slavia Praga (8) |
| Pilzno  | 6              | Viktoria Pilzno (6)                 |
| Liberec | 3              | Slovan Liberec (3)                  |
| Ostrawa | 1              | Baník Ostrawa (1)                   |

## Uczestnicy
Są 32 zespoły, które wzięli udział w 32 sezonach Mistrzostw Czech, które były prowadzone od 1993/94 aż do sezonu 2024/25 łącznie. Tylko Sparta Praga, Slavia Praga i Slovan Liberec były zawsze obecne w każdej edycji.
Pogrubione zespoły biorące udział w sezonie 2024/25.
- 32 razy: Slavia Praga, Sparta Praga, Slovan Liberec
- 31 razy: Baník Ostrawa, FK Jablonec
- 30 razy: Sigma Ołomuniec
- 29 razy: FK Teplice
- 28 razy: Viktoria Pilzno
- 26 razy: FC Zbrojovka Brno
- 24 razy: Dynamo Czeskie Budziejowice, 1. FC Slovácko
- 23 razy: Bohemians Praga 1905
- 21 razy: FK Mladá Boleslav, 1. FK Příbram
- 19 razy: FC Zlín1
- 18 razy: FC Hradec Králové
- 14 razy: Viktoria Žižkov
- 11 razy: SFC Opava
- 10 razy: 1. FK Drnovice, Dukla Praga, MFK Karviná
- 8 razy: Chmel Blšany
- 7 razy: FC Vysočina Igława
- 5 razy: FK Pardubice
- 4 razy: SK Kladno
- 3 razy: Union Cheb, FK Most
- 2 razy: Bohemians Praga
- 1 raz: SK Benešov, AFK Atlantic Lázně Bohdaneč, FK Ústí nad Labem, FC Vítkovice, 1. SC Znojmo

Uwaga: FC Zlín występował jako: FC Fastav Zlín, FC Trinity Zlín.